# Cantón de Dampierre
El cantón de Dampierre era una división administrativa francesa, que estaba situada en el departamento de Jura y la región de Franco Condado.

## Composición
El cantón estaba formado por catorce comunas:
- Courtefontaine
- Dampierre
- Étrepigney
- Évans
- Fraisans
- La Barre
- La Bretenière
- Monteplain
- Orchamps
- Our
- Plumont
- Ranchot
- Rans
- Salans

## Supresión del cantón de Dampierre
En aplicación del Decreto n.º 2014-165 de 17 de febrero de 2014, el cantón de Dampierre fue suprimido el 22 de marzo de 2015 y sus 14 comunas pasaron a formar parte del nuevo cantón de Mont-sous-Vaudrey.